# يان ليفينغستون
يان ليفينغستون (بالإنجليزية: Ian Livingstone)‏ هو رائد أعمال بريطاني، ولد في 29 ديسمبر 1949 في برستبوري في المملكة المتحدة.